# Oskar Gluth
Oskar Gluth (Pseudonym: Rudolf Ernsdorf; * 16. September 1887 in München als Oskar Raoul Gluth; † 5. Oktober 1955 in Prien am Chiemsee) war ein deutscher Schriftsteller und Journalist.

## Leben
Oskar Gluth war der Sohn des Musiklehrers und Opernkomponisten Viktor Gluth. Oskar Gluth studierte Philosophie an der Universität München, wo er 1912 mit einer Arbeit über Jakob Michael Reinhold Lenz zum Doktor der Philosophie promovierte. Anschließend absolvierte er eine Schauspielausbildung bei Friedrich Basil und gehörte der Redaktion der „Münchner neuesten Nachrichten“ an. Er nahm als Angehöriger einer Infanterie-Munitionskolonne an der Westfront am Ersten Weltkrieg teil. Nach 1918 versuchte er sich zeitweise als Kleinlandwirt im bayerischen Voralpenland. Ab 1940 nahm er am Zweiten Weltkrieg teil. Nach 1945 lebte er in Prien am Chiemsee.
Oskar Gluth war Verfasser von Romanen, Erzählungen, Gedichten und
Theaterstücken. Er sah sich als volkstümlicher bayerischer Erzähler vor allem in der Nachfolge Ludwig Thomas und erzielte mit einigen seiner Werke (insbesondere mit
den Romanen „Der verhexte Spitzweg“, von dem mehr als 100.000 Exemplare verkauft wurden, und „Dieter und Yvonne“) große Erfolge beim Lesepublikum.
Sein Roman Das stärkere Leben diente als Vorlage für den Film Das Erbe vom Pruggerhof (1956).

## Werke
- Wikingerfahrt, München 1905 (unter dem Namen Oskar Raoul Gluth)
- Voran die Liebe!, Leipzig 1906 (unter dem Namen Oskar Raoul Gluth)
- Eva, München [u. a.] 1910
- Wilhelm Bauer, der Erfinder des unabhängigen Unterseeboots, München [u. a.] 1911
- Lenz als Dramatiker, München [u. a.] 1912
- Adam bin ich – und Eva?, Leipzig 1921
- Der Januskopf, Dillingen a. D. [u. a.] 1922
- Hanns Fiedlers goldenes Jahr, Leipzig 1924
- Die Prinzessin von Babel, Leipzig 1926
- Frauenblüh, Leipzig 1927
- Der verhexte Spitzweg, Leipzig 1928
- Andrae Hofer, der Sandwirt von Passeier, München 1929
- Unser Christl!, Leipzig 1929
- Seine schönste Münchnerin, Leipzig 1931
- Panks lachende Erben, Leipzig 1932
- Abenteuer in Dalmatien, Leipzig 1933
- Dieter und Yvonne, Berlin 1935
- Sonne über München, Leipzig 1935
- Der Rupp von Aigen, Leipzig 1937
- Renate und Viktoria, Leipzig 1938
- Die schöne Amazone, Leipzig 1939
- Pan im Schilf, Leipzig 1940
- Auf der Seite des Lebens, Leipzig 1941
- Der Narr vom Campanile, Gütersloh 1943
- Hoch über Biberloh, Leipzig 1944
- Buch meiner Jugend, München 1949
- Das höllische Paradies, Bamberg 1949
- Der Löwe und die Tänzerin, München 1950
- Wirbel in Sankt Margreit, München 1951
- Das stärkere Leben, Bamberg 1952
- Berg der Gnade, Bamberg 1953

## Herausgeberschaft
- Johann Peter Eckermann: Der alte Goethe, Gütersloh 1947